# フーゴ・ヴォルフ
フーゴ・ヴォルフ（Hugo Wolf、1860年3月13日 - 1903年2月22日）は、オーストリアの作曲家・音楽評論家である。

## 生涯
シュタイアーマルク州ヴィンディッシュグレーツ（ Windischgrätz　現在のスロベニアのスロヴェニ・グラデツ）で生まれた。
両親ともスロヴェニア人で、家名はもともとヴォウク（Vouk）と綴った。父親は皮商人（皮細工職人）で、熱心な音楽愛好家であった。その父親からフーゴはピアノとヴァイオリンを学んだ。学校時代は音楽以外の才能がありそうでもなく、楽しい学校生活ではなかった。結局1875年、ウィーン音楽院に入学した。彼はここでごく僅かしか勉強せず、1877年、多分いたずらから校長宛に脅迫状を書き、退学処分となった。17歳のときから音楽を自習した。ピアノのレッスンと父親からの財政援助のおかげで、数年ウィーンで生活することが出来た。しかし生活は厳しくなり、極度の貧困から健康を害し、彼の誇る繊細さと神経質な性格がかなり衰えていた。
1884年、ヴォルフはウィーンの並木通りに（出没する）「サロンブラット（社交誌）」の音楽評論家になった。妥協のない辛辣な表現によって、すこしばかりの名声を得た。熱烈なワーグナーへの賛美は、厳しいブラームス拒否へと結びついていき、彼はブラームスを生涯見下していた。
ヴォルフがブラームスを見下すようになったのは1879年頃の両者の出会いのことだった。ヴォルフが自分の作品を携えてブラームスを訪ねた時に、もっと音楽の世界を広げた方がよいという助言をもらった。また、ベートーヴェンの作品を研究していたグスタフ・ノッテボームの下で、対位法に習熟するためのレッスンを受けるべきとも言われた。それがヴォルフには自分への批判のように聞こえたため、ワーグナー派とブラームス派との対立に便乗する形となった。
1887年、この年、ヴォルフは12の歌曲を発表、サロンブラットでの地位を断り、なお一層作曲に没頭した。その後の9年間作曲家として名声を得た。時の経過と共に、やがて集中的創造力の時期のあと、精神的及び肉体的な衰弱を感じ、時には音楽を聴くことすら我慢できない状況にあった。
1891年の終りには、すでにヴォルフは名声を博した最高傑作を生み出していた。これらはエドゥアルト・メーリケの詩集から43編、20のアイヒェンドルフ の詩から20編、ゲーテの51の詩集、エマヌエル・フォン・ガイベルとパウル・フォン・ハイゼのスペイン詩集から44編、ハイゼのイタリア詩集から22篇である。
1895年には24の別の歌曲を作曲した。更に他の著作者によるテキストから13篇、イプセンの3幕の劇『ソールハウグの宴』の舞台音楽、幾つかの合唱曲と器楽作品、1896年にマンハイムで初演され成功を収めた5幕のオペラ『お代官さま』、最後に1897年3月、『ミケランジェロの3つの詩』を作曲した。
質素な安宿で生活していたヴォルフは1896年に心の広い友人達の特別の計らいにより住処が提供されたが、1897年の9月、梅毒の影響が現れた。その結果、友人から提供された家から精神病院へ強制的に入れられ、4か月後の1898年1月に退院した。その1か月のちトラウン湖で自殺を図るも、未遂で連れ戻された。その後自分の意志で施設に戻り、狂気のまま5年を過ごし、1903年2月22日に悩み多きヴォルフは満43歳直前に逝去した。

## 音楽
ヴォルフはしばしば、ドイツ・リートの頂点をなす作曲家と紹介される。
彼の音楽の特徴の一つとして、歌曲におけるピアノ伴奏で用いられるライトモチーフやドイツ語の音韻やアクセントなどの特徴に着眼した試みが挙げられる。その他、詩の選別や詩への音楽的解釈なども挙げられる。
代表的な歌い手としてエリザベート・シュワルツコップや、ディートリヒ・フィッシャー＝ディースカウなどが多くのヴォルフの歌曲を録音した。

## 代表作

### オペラ
- お代官様（英語版）
- マヌエル・ヴェネガス (未完)

### 歌曲
- メーリケの詩による歌曲集
  - 「炎の騎士」Der Feuerreiter
  - 「散歩」Fußreise
  - 「ヴァイラの歌」Gesang Weylas
  - 「隠棲」Verborgenheit
  - 「めぐりあい」Begegnung
  - 「春に」Im Frühling
  - 「妖精の歌」Elfenlied
  - 「こうのとりの使い」Storchenbotschaft
  - 「あばよ」Abschied
- アイヒェンドルフの詩による歌曲集
- ゲーテの詩による歌曲集
  - 「鼠捕りの男」Der Rattenfänger
  - 「プロメトイス」Prometheus
  - 「ミニヨンの歌～知っていますか、あの国を？」Lied der Mingnon ~ Kennst du das Land?
  - 「アナクレオンの墓」Anakreons Grab
- イタリア歌曲集（英語版）
  - 「私はペンナに一人恋人を持っている」Ich hab' in Penna
- スペイン歌曲集
- ミケランジェロの詩による3つの歌曲　Drei Lieder nach Michelangelo

### 器楽曲
- イタリア風セレナーデ（弦楽四重奏曲）